# Ефимов, Андрей Михайлович (тренер)
Андрей Михайлович Ефимов (род. 2 декабря 1960 года) — заслуженный тренер России, тренер по плаванию. Среди его учеников — дочь, спортсменка Юлия Ефимова.

## Биография
Андрей Ефимов родился 2 декабря 1960 года. Вместе с семьей переехал в Волгодонск из Грозного после начала первой чеченской войны.
Был тренером ЦСП Тюменской области. Работал в волгодонском бассейне «Дельфин», с 2006 года состоит в сборной команде России. Он тренировал бронзового призера Олимпийских игр, четырехкратную чемпионку мира Юлию Ефимову и мастера спорта международного класса Кристину Красюкову.
Для своей дочери Юлии Ефимовой он стал первым тренером, Юлия стала заниматься плаванием в возрасте 6 лет. Вначале он брал Юлию с собой в бассейн на работу потому, что ее не с кем было оставить дома, затем было решено записать ее в секцию по плаванию, чтобы она могла полноценно заниматься. День Андрея Ефимова начинался в 7 утра с велопрогулки, а его дочери Юлии — с пробежки. Маршрут составлял 3 километра. Андрей Ефимов сторонник универсальной спортивной подготовки, и понимал, чтобы дочь не утратила интерес к плаванию, необходимо, чтобы спорт был разнообразным, чтобы это не превращалось в рутину. Когда Юлия Ефимова стала мастером спорта, ее тренер решил, что будет лучше, если она будет тренироваться у Ирины Вятчаниной. В возрасте 12 лет Андрей Ефимов отправил Юлию из Волгодонска в Таганрог на просмотровые сборы к тренеру Ирине Вятчаниной, и с 13 лет девочка стала жить в этом городе одна. Когда на тренировках было особенно тяжело, Юлия хотела уехать обратно домой, о чем предупреждала отца, но каждый раз он отговаривал ее брать обратный билет.
В 2013 году стал победителем Премии ВФП 2013 в номинации «Тренер года».
В 2013 году Андрей Ефимов переехал в Тюмень для работы в областной специализированной детско-юношеской спортивной школе олимпийского резерва для подготовки к соревнованиям молодых спортсменов Тюмени.
2 июня 2017 года стало известно, что Андрей Ефимов награжден медалью Ордена «За заслуги перед Отечеством» II степени. Была отмечена его работа со спортсменами, которые продемонстрировали хорошие результаты на Играх XXXI Олимпиады 2016 года. Тогда его дочь, спортсменка Юлия Ефимова, завоевала серебряные медали на дистанциях 100 и 200 м брассом.
Андрей Ефимов будет помогать Юлии Ефимовой готовиться к Олимпийским играм 2020 года.